# Долматовская сельская община
Долматовская сельская община (укр. Долматівська сільська громада) — территориальная община в Скадовском районе Херсонской области Украины. В состав общины входит 2 посёлка и 6 сёл. Площадь общины составляет 275,25 км², население — 4694 человека.

## Населённые пункты
В состав общины входят посёлки Новосёловка, Свитанок и сёла Доброполье, Киевка, Долматовка, Зеленотропинское, Нововладимировка, Слепушинское.

## История общины
Создана в ходе административно-территориальной реформы 21 августа 2017 года путём объединения Добропольского, Нововладимировского и Долматовского сельских советов Голопристанского района. Население общины на момент создания составляло — 4694 человека. Своё название община получила от названия административного центра, где размещены органы власти — села Долматовка.
В июле 2020 года на завершающем этапе территориальной реформы Голопристанский район был упразднён, община была переподчинена Скадовскому району.
С февраля 2022 года община находится под российской оккупацией в результате вторжения России в Украину.

## Коммунальная собственность
На территории общины функционируют следующие объекты коммунальной собственности:
учреждения полного среднего образования — 3 (Долматовка, Нововладимировка, Доброполье),
учреждения дошкольного образования — 4 (Долматовка, Нововладимировка, Доброполье, Зеленотропинское),
амбулатории — 3 (Долматовка, Нововладимировка, Доброполье),
фельдшерские пункты — 4 (Киевка, Зеленотропинское, Свитанок, Слепушинское).